# Black Hole
Black Hole är ett shoot 'em up-spel, som släpptes som arkadspel av Tokyo Denshi Sekkei 1981.

## Handling
Spelaren styr en vapenbestyckad rymdfarkost, och skall skjuta sönder "neutronminor" och flygande tefat.

### Fotnoter
1. ↑  ”Black Hole” (på engelska). Gamefaqs. 12 mars 1981. Arkiverad från originalet den 25 juli 2014. https://web.archive.org/web/20140725002845/http://www.gamefaqs.com/arcade/566732-black-hole. Läst 10 juni 2014.